# Tricalamus papilionaceus
Tricalamus papilionaceus är en spindelart som beskrevs av Wang 1987. Tricalamus papilionaceus ingår i släktet Tricalamus och familjen Filistatidae. Inga underarter finns listade i Catalogue of Life.